# Ticking Clock
Ticking Clock (titlu original: Ticking Clock) este un film american thriller de acțiune de mister din 2011 regizat de Ernie Barbarash. Rolurile principale au fost interpretate de actorii  Cuba Gooding Jr., Neal McDonough, Nicki Aycox și Austin Abrams. Filmul a fost lansat direct pe DVD în Statele Unite la 4 ianuarie 2011.

## Distribuție
- Cuba Gooding Jr. - Lewis Hicks
- Neal McDonough - Keech
- Nicki Aycox - Polly
- Austin Abrams - James
- Yancey Arias - Detective Ed Beker
- Dane Rhodes - Detective Gordon
- Danielle Nicolet - Gina Hicks
- Adrianne Frost - Vicki Ihrling
- Edrick Browne - Detective Maddox
- Veronica Berry - Felicia Carson
- Shanna Forrestall - Kayla Pierce
- James DuMont - Zoo Guard
- Angelena Swords Brocato - Shelly
- Ross Britz - Rookie Cop
- Michael Dardant - Magician